# Йодесхьог (община)
Община Йодесхьог (на шведски: Ödeshögs kommun) е разположена в лен Йостерйотланд, югоизточна Швеция с обща площ 672 km2 и население 5174 души (към 31 декември 2013). Административен център на община Йодесхьог е едноименния град Йодесхьог.